# Colony (Oklahoma)
Colony es un pueblo ubicado en el condado de Washita en el estado estadounidense de Oklahoma. En el año 2010 tenía una población de 136 habitantes y una densidad poblacional de 56,67 personas por km².

## Geografía
Colony se encuentra ubicado en las coordenadas 35°21′N 98°40′O / 35.350, -98.667 (35.3510, -98.6733).

## Demografía
Según la Oficina del Censo en 2000 los ingresos medios por hogar en la localidad eran de $26,912 y los ingresos medios por familia eran $27,426. Los hombres tenían unos ingresos medios de $26,071 frente a los $16,250 para las mujeres. La renta per cápita para la localidad era de $18,106. Alrededor del 17.2% de la población estaban por debajo del umbral de pobreza.